# Геройська сільська рада (Сакський район)
Геро́йська сільська́ ра́да — адміністративно-територіальна одиниця та орган місцевого самоврядування в Сакському районі Автономної Республіки Крим. Адміністративний центр — село Геройське.

## Загальні відомості
- Населення ради: 2 279 осіб (станом на 2001 рік)

## Населені пункти
Сільській раді були підпорядковані населені пункти:
- с. Геройське
- с. Ярке

## Склад ради
Рада складалася з 16 депутатів та голови.
- Голова ради: Гуменний Олександр Володимирович
- Секретар ради: Кубська Раїса Василівна

### Керівний склад попередніх скликань
| Прізвище, ім'я, по батькові      | Основні відомості                                                                      | Дата обрання | Дата звільнення |
| -------------------------------- | -------------------------------------------------------------------------------------- | ------------ | --------------- |
| Гуменний Олександр Володимирович | Сільський голова, 1980 року народження, освіта вища, член Комуністичної партії України | 26.03.2006   | 31.10.2010      |
| Гуменний Олександр Володимирович | Сільський голова, 1980 року народження, освіта вища, член Партії регіонів              | 31.10.2010   |                 |

Примітка: таблиця складена за даними сайту Верховної Ради України

### Депутати
За результатами місцевих виборів 2010 року депутатами ради стали:

#### За суб'єктами висування
| Суб'єкт висування                 | Кількість обраних депутатів | %    |
| --------------------------------- | --------------------------- | ---- |
| Партія регіонів                   | 14                          | 87,5 |
| Політична партія «Сильна Україна» | 2                           | 12,5 |

#### За округами
| № округу                          | Прізвище, ім'я, по батькові   | Дата визнання обраним | Освіта             | Партійна приналежність | Відомості про обраного депутата                                |
| --------------------------------- | ----------------------------- | --------------------- | ------------------ | ---------------------- | -------------------------------------------------------------- |
| Партія регіонів                   |                               |                       |                    |                        |                                                                |
| 2                                 | Головков Василь Васильович    | 31.10.2010            | вища               | член Партії регіонів   | ПП"Малишко", водій таксі                                       |
| 4                                 | Савон Ольга Михайлівна        | 31.10.2010            | вища               | член Партії регіонів   | Геройська загальноосвітня школа, психолог-практик              |
| 5                                 | Олійник Василь Петрович       | 31.10.2010            | вища               | член Партії регіонів   | КП «Геройське», начальник                                      |
| 6                                 | Петруненко Юлія Вікторівна    | 31.10.2010            | вища               | член Партії регіонів   | тимчасово не працює                                            |
| 7                                 | Веліляєва Ленура Айдерівна    | 31.10.2010            | вища               | член Партії регіонів   | Клуб культурного центру Геройської сільської ради, завідувачка |
| 8                                 | Дерменджи Ромазан Джаферович  | 31.10.2010            | вища               | член Партії регіонів   | приватний підприємець                                          |
| 9                                 | Сможна Валентина Михайлівна   | 31.10.2010            | середня спеціальна | член Партії регіонів   | Придніпровська залізниця, касир                                |
| 10                                | Шевченко Алла Михайлівна      | 31.10.2010            | середня спеціальна | член Партії регіонів   | ПП «Шевченко», старший продавець                               |
| 11                                | Бойков Володимир Анатолійович | 31.10.2010            | середня спеціальна | член Партії регіонів   | Сакський молокозовод, експедитор                               |
| 12                                | Козак Сергій Леонідович       | 31.10.2010            | вища               | член Партії регіонів   | приватний підприємець                                          |
| 13                                | Кубська Раїса Василівна       | 31.10.2010            | вища               | член Партії регіонів   | Геройська сільська рада, секретар                              |
| 14                                | Римар Валентина Дмитрівна     | 31.10.2010            | середня            | член Партії регіонів   | тимчасово не працює                                            |
| 15                                | Бобровська Ірина Вікторівна   | 31.10.2010            | середня спеціальна | член Партії регіонів   | тимчасово не працює                                            |
| 16                                | Сейтаппазов Ніязій Назірович  | 20.05.2013            | середня            | член Партії регіонів   | тимчасово не працює                                            |
| Політична партія «Сильна Україна» |                               |                       |                    |                        |                                                                |
| 1                                 | Годул'янова Людмила Іллівна   | 31.10.2010            | середня            | позапартійна           | пенсіонер                                                      |
| 3                                 | Баранов Олександр Георгійович | 31.10.2010            | середня спеціальна | позапартійний          | тимчасово не працює                                            |